# Hôn nhân cùng giới ở tiểu bang Washington
Hôn nhân cùng giới đã được công nhận hợp pháp tại tiểu bang Washington kể từ ngày 6 tháng 12 năm 2012.
Vào ngày 13 tháng 2 năm 2012, Thống đốc Washington Christine Gregoire đã ký ban hành luật xác lập quyền kết hôn đầy đủ cho các cặp cùng giới ở tiểu bang Washington. Những người phản đối đã đưa ra một thách thức đòi hỏi cử tri phải phê chuẩn đạo luật tại một cuộc trưng cầu dân ý, mà họ đã làm vào ngày 6 tháng 11. Luật này có hiệu lực vào ngày 6 tháng 12 và các cuộc hôn nhân đầu tiên được tổ chức vào ngày 9 tháng 12. giấy phép kết hôn cùng giới được cấp ở Quận King một mình.
Trước đây, vào năm 1998, nhà nước đã ban hành Đạo luật bảo vệ hôn nhân hạn chế hôn nhân đối với các cặp vợ chồng khác giới, củng cố các đạo luật đã được tòa án bang giải thích vào năm 1974 là áp dụng các hạn chế tương tự. Một số vụ kiện được đệ trình lên tòa án tiểu bang đã thách thức luật hôn nhân của tiểu bang mà không thành công, bao gồm một vụ kiện năm 1971, một trong những vụ kiện đầu tiên như vậy ở Hoa Kỳ.